# Vânători de munte
Vânătorii de munte reprezintă o specialitate militară a Forțelor Terestre Române, componentă a infanteriei. Unitățile de vânători de munte au rolul de a desfășura operații independent și în cooperare cu celelalte forțe, în teren muntos-împădurit, pe direcții și în raioane greu accesibile, în orice condiții de timp și anotimp. Arma a fost înființată la 3 noiembrie 1916, când Marele Cartier General, prin Ordinul nr. 234, a decis transformarea Școlii Militare de Schiori din București în „Corpul Vânătorilor de Munte”. Organizarea inițială era pe 3 batalioane a câte 3 companii fiecare, cu un efectiv de 2000 de soldați.
Trupele de vânători de munte au participat activ la luptele din cele două războaie mondiale și la misiunile internaționale din Kosovo, Irak și Afghanistan. În prezent, Armata Română are două brigăzi operaționale, una subordonată Diviziei 1 Infanterie (Brigada 2 Vânători de Munte „Sarmizegetusa” din Brașov), iar cealaltă subordonată Diviziei 4 Infanterie (Brigada 61 Vânători de Munte „General Virgil Bădulescu” din Miercurea Ciuc).

## Istorie

### Înființare
Lipsa trupelor special instruite pentru războiul din zonele muntoase a fost resimțită de Armata Română în toamna anului 1916. Corpul vânătorilor de munte a fost înființat la 3 noiembrie 1916, din ordinul Marelui Cartier General. Trupele erau recrutate din întreaga armată, fiind repartizate la cazarma Regimentului 4 Roșiori Cotroceni din București. Corpul vânătorilor de munte era organizat în 3 companii.
La 9 ianuarie 1917, Corpul Vânătorilor de Munte a fost reorganizat în Batalionul Vânătorilor de Munte. Acesta era format din cinci companii de pușcași, două companii de mitraliere și o secție de transmisiuni. Instruirea trupelor pentru războiul montan a ținut șase luni, până în luna iulie a anului 1917.

### Primul Război Mondial

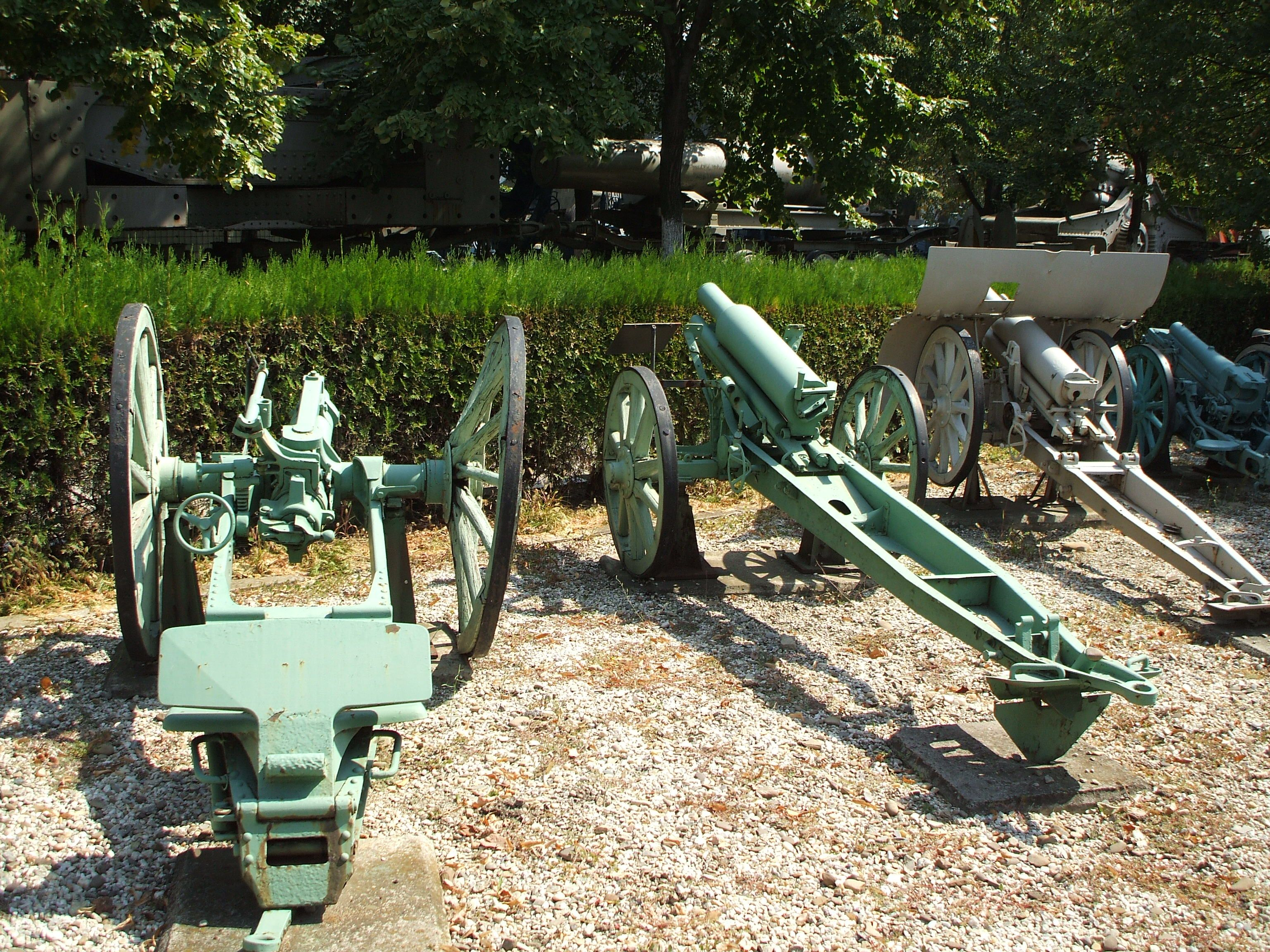
Tunuri de munte din Primul Război Mondial și din perioada interbelică expuse la Muzeul Militar Național „Regele Ferdinand I”.

Ordinul de luptă al Batalionului Vânătorilor de Munte a fost primit pe 8 august 1917 de la generalul Constantin Prezan. Botezul focului a fost pe 11 august 1917, în timpul luptelor de la Cireșoaia și dealul Coșna, sub comanda maiorului Virgil Bădulescu. Companiile au atacat deseori la baionetă, ofensiva inamicului fiind oprită. Vânătorii de munte au luptat la Târgu Ocna, Cireșoaia, Vrânceanu și Oituz, unde au obținut victoria strategică din 1917. Ulterior, batalionul, aflat în refacere la garnizoane Târgu Neamț, a fost transformat în regimentul Vânătorilor de Munte „Principele Carol”.

### Perioada interbelică
În 1923 au fost înființate primele divizii de vânători de munte din armata română: Divizia 1 Vânători de Munte, cu garnizoana la Brașov, și Divizia 2 Vânători de Munte, cu garnizoana la Bistrița. În anul 1937 cele două divizii au fost reorganizate sub comanda generalului Arthur Phleps în Brigada 1, 2 și 3 Vânători de Munte. În 1939 a fost înființată și Brigada 4 Vânători de Munte, însă aceasta nu s-a dovedit a fi la fel de eficientă în lupte precum primele trei brigăzi. Cele 16 batalioane de vânători de munte erau considerate a fi cele mai bune formațiuni de infanterie ale Armatei Române. Fiecare batalion era dotat și instruit pentru a acționa relativ independent de celelalte formațiuni. Nivelul inițiativei la nivel de comandă și flexibilitatea tactică erau superioare diviziilor de infanterie obișnuite. Fiecare brigadă avea la dispoziție două divizioane de artilerie înzestrate cu tunuri de munte de calibrul 75 mm sau 76.2 mm și un divizion cu obuziere de munte calibrul 100mm. Majoritatea pieselor de artilerie erau însă din primul Război Mondial, fiind depășite tehnic.

### Al Doilea Război Mondial

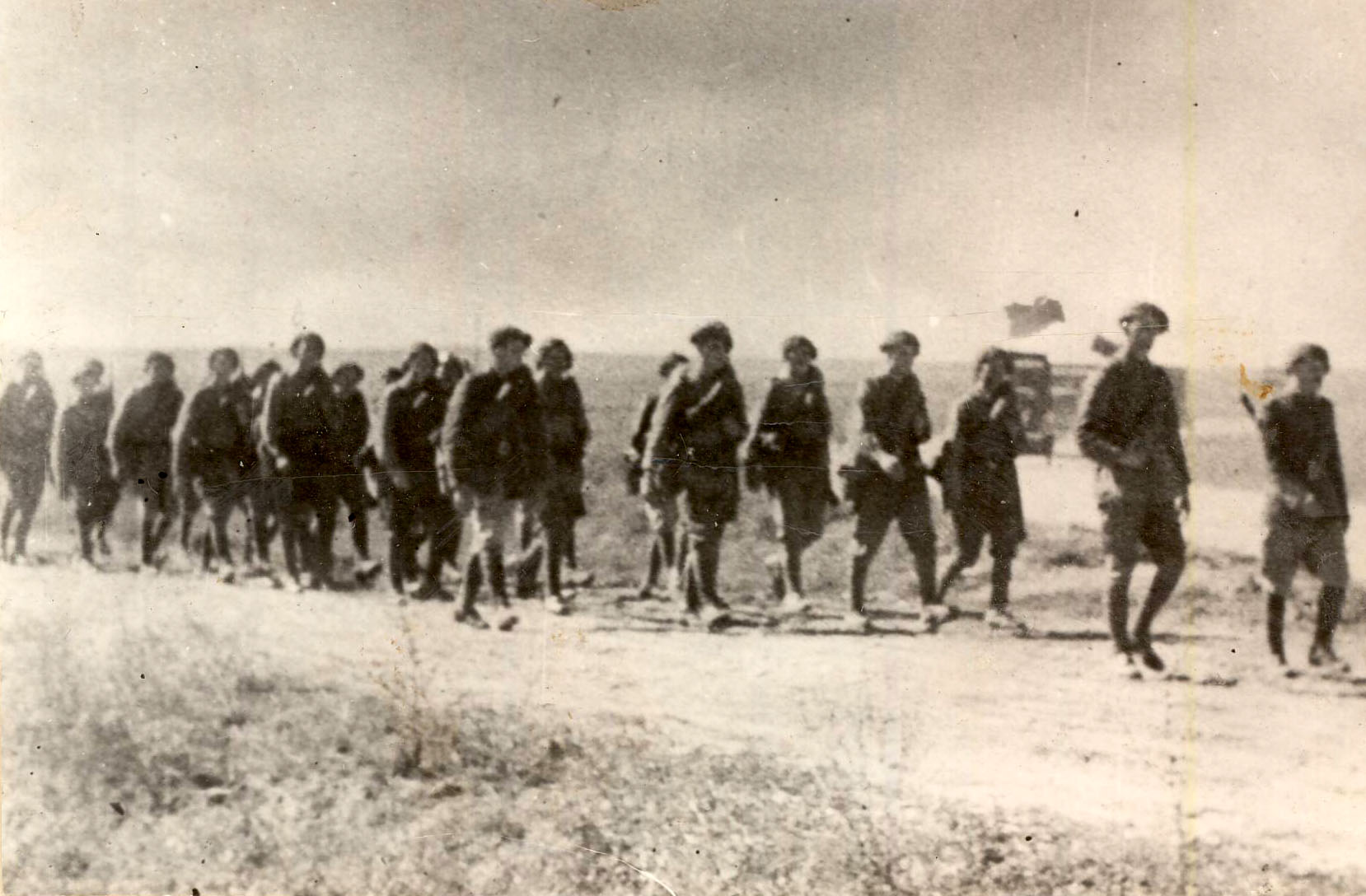
Coloană de vânători de munte pe Frontul de Răsărit în anul 1941.

În timpul celui de-Al Doilea Război Mondial, vânătorii de munte au participat activ la luptele de pe Frontul de Răsărit și, după 23 august 1944, la cele de pe Frontul de Vest. În 1940, numărul batalioanelor dintr-o brigadă de vânători de munte a crescut de la patru la șase, prin mobilizarea a opt batalioane de rezerviști (numerotate 17-24). Alte două batalioane, numărul 25 și 26, formau un grup separat de trupe de schiori.
Corpul Vânătorilor de Munte a participat la luptele pentru eliberarea nordului Bucovinei în 1941, provincia fiind eliberată pe 9 iulie. După eliberarea Bucovinei, corpul a participat la luptele din Ucraina până în octombrie 1941. Ulterior, trupele de vânători de munte au participat la campania din Crimeea. Pe 25 martie 1942, brigăzile au fost reorganizate în divizii, prin sporirea efectivelor. Artileria brigăzilor de vânători de munte s-a dovedit a fi punctul slab al acestor formațiuni, gurile de foc nefiind suficient de puternice pentru stepa din Rusia. În zonele de munte însă, performanțele pieselor de artilerie învechite erau mulțumitoare.
Din iulie 1942, Corpul Vânătorilor de Munte a participat la Operațiunea Albastru cu diviziile 2 și 3 VM care au avansat în Caucaz. Generalul Ioan Dumitrache, comandantul Diviziei 2 VM, a primit Crucea de Cavaler a Crucii de Fier pentru aportul trupelor sale în cucerirea orașului Nalcik. Diviziile 1 și 4 VM au fost folosite în iarna dintre anii 1942 și 1943 pentru paza Peninsulei Crimeea, fiind în refacere după cucerirea Sevastopolului. 
După Bătălia de la Stalingrad, diviziile 2 și 3 VM au fost retrase treptat de pe capul de pod Kuban în Crimeea, apoi Corpul Vânătorilor de Munte a participat la apărarea Peninsulei Crimeea, fiind evacuat parțial în România până la 9 mai 1944, când Sevastopolul a fost ocupat de trupele sovietice.

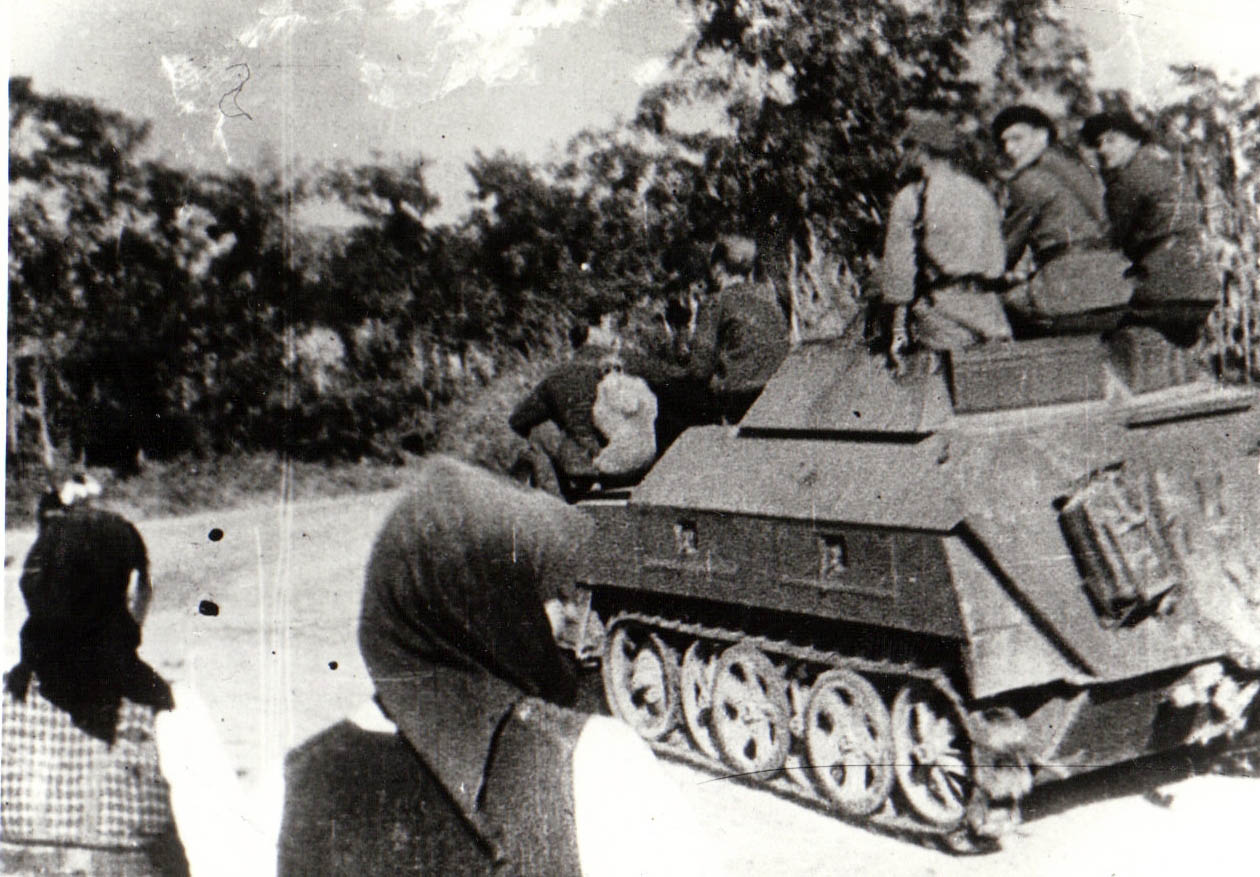
Un semișenilat SdKfz 250 care transportă vânători de munte în toamna anului 1944.

De la începutul războiului, efectivele unei divizii de vânători de munte crescuseră de la 12 000 de soldați la aproape 16 000 de soldați în urma reorganizării dintre anii 1943-1944. Regimentul de artilerie al diviziei avea în plus încă un batalion dotat cu tunuri de 75mm. La sfârșitul anului 1943, divizia 18 Infanterie fost transformată în Divizia 18 Vânători de Munte, însă a revenit la vechea organizare între anii 1944-1945. În vara anului 1944 au fost create divizii de instrucție (numărul 101, 102, 103 și 104) pentru fiecare divizie de vânători de munte. Divizia 103-Instrucție a devenit ad-hoc divizia 103 Vânători de Munte pentru o scurtă perioadă la sfârșitul verii anului 1944.
Diviziile 1, 2 și 3 Vânători de Munte au participat la eliberarea României după 23 august 1944, la luptele din nordul Transilvaniei și la cucerirea orașului Debrețin. După 26 octombrie 1944, diviziile 1 și 4 Vânători de Munte au fost absorbite de către diviziile 2 și 3 Vânători de Munte. Acestea din urmă au participat la luptele pentru eliberarea Ungariei și Cehoslovaciei. 
În urma operațiunilor din cel de-Al Doilea Război Mondial, 74.208 de soldați din trupele de vânători de munte au fost uciși în luptă. Dintre aceștia, 2.378 erau ofițeri, 1.830 erau subofițeri și 70.000 erau gradați soldați. Drumul parcurs de aceste unități a fost de peste 3000 de kilometri, din România până la poalele munților Caucaz, apoi din Kuban până în Cehoslovacia.

### Perioada comunistă
După război, trupele de vânători de munte au fost reorganizate succesiv, între anii 1946-1961. La 14 aprilie 1961, trupele de vânători de munte au fost eliminate complet prin desființarea ultimei formațiuni existente, Brigada 2 Vânători de Munte. Aceasta a fost însă reînființată pe 14 octombrie 1964 din Ordinul MFA. Inițial, brigada avea sediul la Baia Mare, însă la 1 noiembrie 1964 sediul a fost mutat la Brașov. În următorii cinci ani au mai fost înființate brigăzile 1 VM Bistrița, 4 VM Curtea de Argeș și 5 VM Alba-Iulia. 

### 1990 până în prezent
După Revoluția din 1989, au fost înființate Brigada 7 Vânători de Munte Petroșani și 61 Vânători de Munte. În urma unor reorganizări, în prezent mai sunt active doar Brigada 2 și 61 Vânători de Munte.

## Vânătorii de munte în prezent

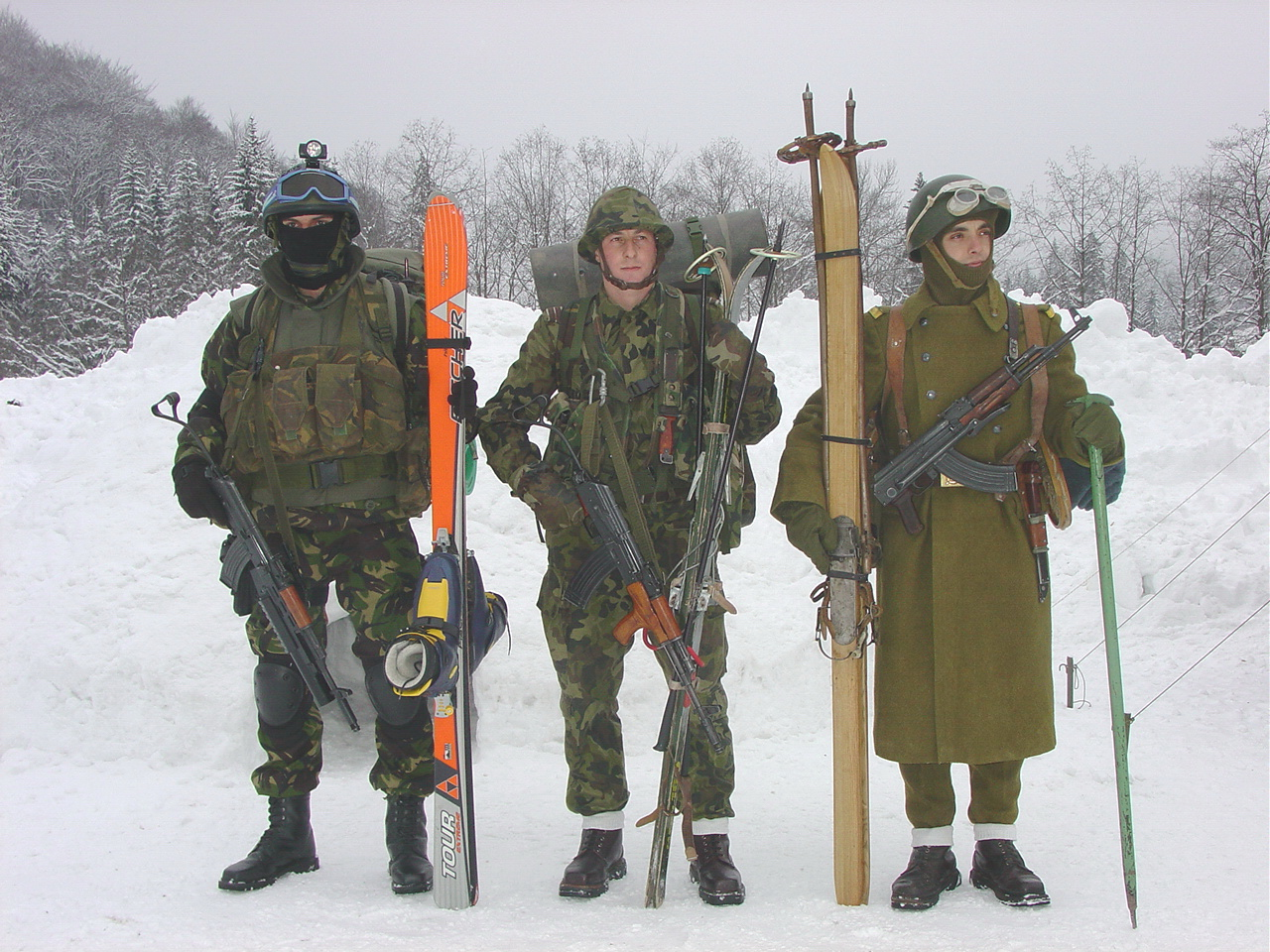
Evoluția echipamentului vânătorului de munte, de la dreapta la stânga: până în 1990, până în 2000 și în prezent.

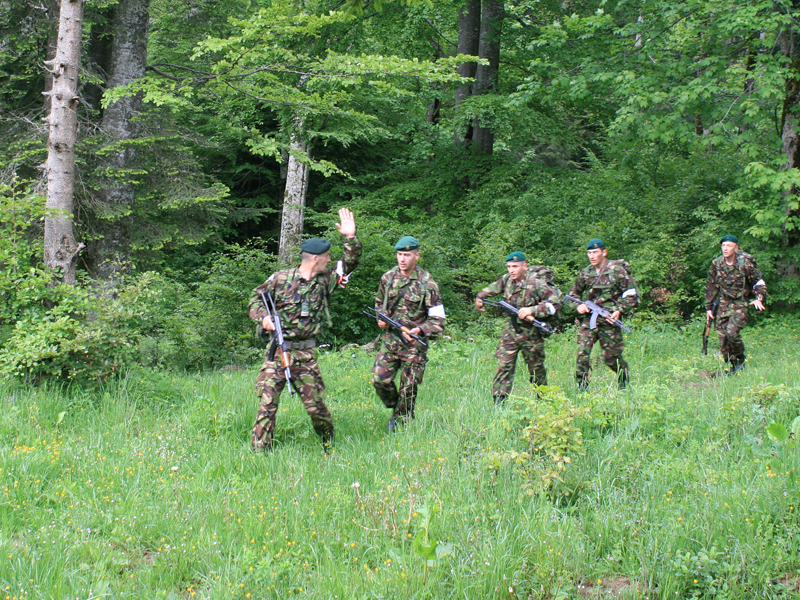
Nivelul inițiativei în cadrul subunităților este mai ridicat decât în cazul trupelor de infanterie obișnuite.

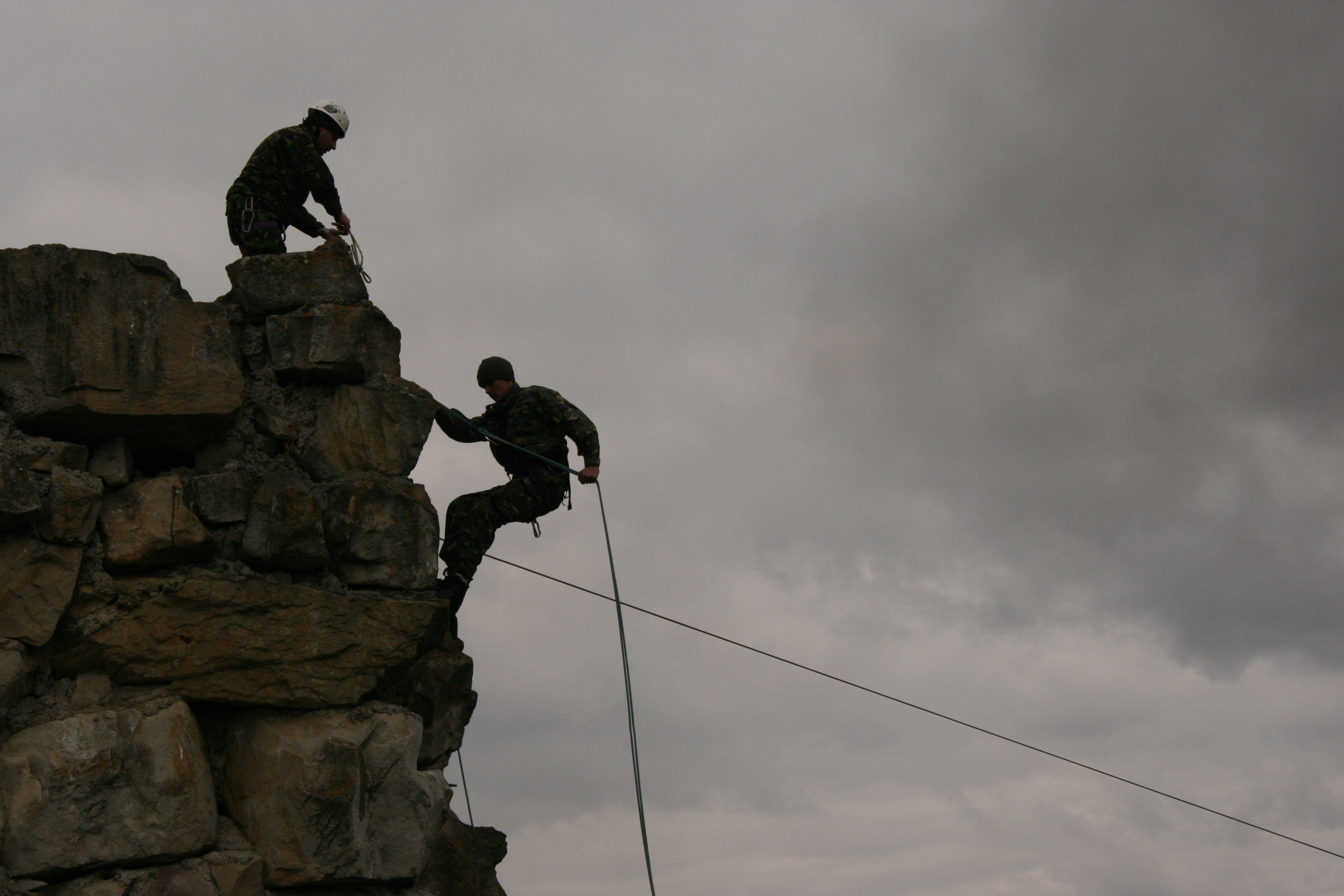
Exercițiu demonstrativ al Batalionului 22 VM „Cireșoaia”.

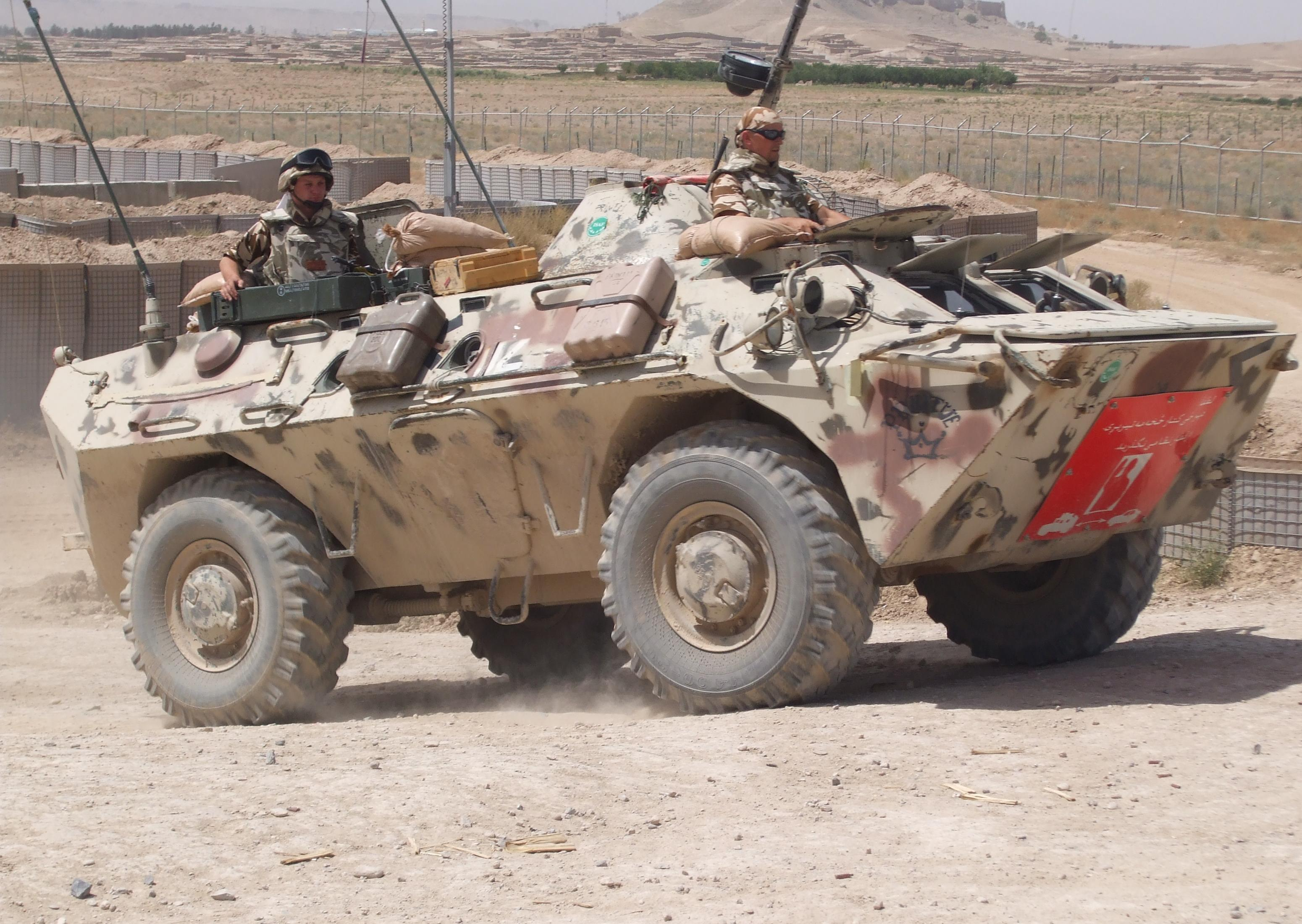
Autoblindat TABC-79 al Batalionului 33 Vânători de Munte „Posada” în Afghanistan.

### Organizare
Forțele Terestre Române au în prezent două brigăzi de vânători de munte operaționale:
- Brigada 2 Vânători de Munte „Sarmizegetusa” din Brașov (subordonată Diviziei 1 Infanterie „Dacica”)
  - Batalionul 21 Vânători de Munte „General Leonard Mociulschi” Predeal
  - Batalionul 30 Vânători de Munte „Dragoslavele” Câmpulung Muscel
  - Batalionul 33 Vânători de Munte „Posada” Curtea de Argeș
  - Divizionul 206 Artilerie Ghimbav
  - Divizionul 228 Apărare Antiaeriană „Piatra Craiului” Brașov
  - Batalionul 229 Logistic

- Brigada 61 Vânători de Munte „General Virgil Bădulescu” din Miercurea Ciuc (subordonată Diviziei 4 Infanterie „Gemina”)
  - Batalionul 17 Vânători de Munte „Dragoș Vodă” Vatra Dornei
  - Batalionul 22 Vânători de Munte „Cireșoaia" Sfântu Gheorghe
  - Batalionul 24 Vânători de Munte "General Gheorghe Avramescu” Miercurea Ciuc
  - Batalionul 26 Vânători de Munte „Avram Iancu” Brad
  - Divizionul 385 Artilerie „Iancu de Hunedoara”
  - Divizionul 468 Apărare Antiaeriană „Trotuș”
  - Batalionul 435 Logistic „Ciuc”

### Instrucție
Pregătirea teoretică și practică a soldaților, subofițerilor și ofițerilor are loc la Centrul de Instruire al Infanteriei și Vânătorilor de Munte „Constantin Brâncoveanu” din Făgăraș, subordonată Școlii de Aplicație pentru Unități de Luptă „Mihai Viteazul” din Pitești. Școala de aplicație pentru Vânători de Munte din Făgăraș are în subordine Baza de Instruire a Vânătorilor de Munte „Bucegi” din Predeal și Batalionul 1 Instrucție „Olt” din Caracal.
Pe 5 martie 2009, la a 43-a Reuniune a Asociației Internaționale a Școlilor Militare de Munte, Baza de Instruire a Vânătorilor de Munte „Bucegi” a fost primită ca membru cu drepturi depline. A fost cea de-a zecea structură primită în rândurile Asociației.
Alpiniada vânătorilor de munte este o competiție militară specifică militarilor din trupele montane care cuprinde patru probe: ștafeta alpină, cățărare rapidă, cățărare artificială și combinata alpină.

### Înzestrare
Armamentul din dotarea trupelor de vânători de munte este fabricat în mare parte de către industria autohtonă de armament.
Mobilitatea este asigurată de către vehiculele blindate TABC-79, MLVM, MLI-84 și TAB-71M.
Armamentul portativ al infanteriei constă în pușca automată 5,45 mm Md. 1986, pușca mitralieră md. 1964, pistolul mitralieră Md. 1963, pușca semiautomată cu lunetă Md. 1964, mitraliera de companie Md. 1966 și aruncătorul de grenade antitanc AG-7.
Piesele de artilerie din dotare sunt aruncătorul de grenade AG-9, tunul de munte „Jerry” calibrul 76mm model 1982, obuzierul de munte „Bucegi” calibrul 98mm model 1995 (în rezervă), aruncătoarele de bombe de calibrul 82mm model 1977 și de calibrul 120mm model 1982.

### Operațiuni în străinătate
Brigada 2 Vânători de Munte „Sarmizegetusa” a participat la operațiuni în străinătate de pace și criza internațională din Kosovo, Irak și Afghanistan. Opt militari ai acestei brigăzi și-au pierdut viața în Afghanistan: sublocotenentul postmortem Aurel Marcu de la Batalionul 33 Vânători de Munte „Posada” (2007), sublocotenentul postmortem Dragoș Alexandrescu de la Batalionul 30 Vânători de Munte „Dragoslavele” (2008) sublocotenent postmortem Chira Claudiu de la Batalionul 21 Vânători de Munte „General Leonard Mociulschi” (2009). Maiorul (pm) Iuliu-Vasile Unguraș de la Batalionul 21 Vânători de Munte „General Leonard Mociulschi” (2009) , sublocotenent (pm) Florin Bădiceanu de la Batalionul 33 Vânători de Munte „Posada” (2010),sublocotenent (pm) Valerică Leu de la Batalionul 33 Vânători de Munte „Posada” (2010), sublocotenent (pm)
Paul Caracudă de la Batalionul 33 Vânători de Munte „Posada” (2010), sublocotenent (pm) Dan Ciobotarude la Batalionul 33 Vânători de Munte „Posada” (2010)